# Preis der Freiheit
Preis der Freiheit ist ein dreiteiliger deutscher Fernsehfilm, der erstmals am 4., 5. und 6. November 2019 im Zweiten Deutschen Fernsehen gesendet und am 3. Oktober 2020 auf 3sat wiederholt ausgestrahlt wurde. Der Film wurde mit dem Deutschen Fernsehpreis 2020 als Bester Mehrteiler ausgezeichnet.

## Handlung
Der Film erzählt die Geschichte dreier Schwestern in den Umbruchjahren von 1987 bis zum März 1990. Die älteste Schwester Margot beschafft in der Ost-Berliner Behörde „KoKo“ Devisen für die wirtschaftlich angeschlagene DDR. Die alleinerziehende Lotte betreibt einen Buchladen und schließt sich der jungen Umweltbewegung in der DDR an. Die jüngste Schwester Silvia gilt als tot, lebt aber mit neuer Identität im Westen und hat ihre beiden Kinder in der DDR zurücklassen müssen.
Der Film verdeutlicht, wie sich die Systemkonkurrenz der beiden deutschen Staaten in der Endphase der DDR auf ostdeutsche Familien auswirken konnte. Hierbei kommt es zu umso stärkeren Verwerfungen, als innerhalb derselben Familie ein extrem weitgefächertes Spektrum möglicher Verhaltensweisen und  Selbstpositionierungen inszeniert wird: Von der stalinistisch verbohrten Großmutter Else über die Karrieresozialistin Margot, die die Kinder ihrer vermeintlich verstorbenen Schwester Silvia (die in Wirklichkeit aber in den Westen verbracht wurde und dort auf Bundesministerienebene an der Demontage der ostdeutschen Diktatur arbeitet) aufzieht; Silvias Kinder Roland (der nach einem gescheiterten Fluchtversuch freigekauft wird und im Westen Fuß fasst) und Christa (die verzweifelt nach Freiräumen innerhalb der DDR sucht); die mittlere Schwester Lotte, die sich als systemkritische Buchhändlerin der oppositionellen Gruppe der Berliner Umweltbibliothek anschließt; ihr Sohn Ingo (der zunächst ins Fadenkreuz der Stasi gerät und in einem Jugendwerkhof gedemütigt wird, später dann in den Bannkreis ostdeutscher Rechtsradikaler gerät); bis hin zu Margots Gatten Paul, der als Betriebsleiter einer Kühlschrankfertigung erleben muss, wie im Osten eine technische Innovation gelingt, der die westliche Industrie zwar nichts Vergleichbares entgegenzusetzen hat, aber den wirtschaftlichen Erfolg dennoch zu verhindern weiß (hier hat der reale Fall des ostdeutschen Kühlschrankherstellers Foron Pate gestanden).

## Hintergrund
Die Folgen wurden vom 16. September 2018 bis zum 15. Februar 2019 in Berlin und Prag gedreht. Die Premiere der ersten Episode erfolgte am 28. September 2019 auf dem 15. Zurich Film Festival. Am 28. Oktober 2019 veröffentlichte das ZDF die Serie in seiner Mediathek.

## Rezeption

### Kritiken
„An das Schillern, an die Brisanz von Strippenziehern wie Schalck-Golodkowski und dem Häftlingsfreikauf-Anwalt Wolfgang Vogel kommt die breiige Erzählung und die biedere Inszenierung aber eh nie heran, auch wenn Vogel im Film zur Wiedererkennbarkeit seinen goldenen Mercedes vorzeigen darf. Geschichte ist hier ein Eintopf aus Gefühlchen, auch wenn stolz gleich vier historische Fachberater in den Credits aufgelistet werden.“

„Angesichts dieses umfangreichen Wustes an Details versteigt sich «Preis der Freiheit» hin und wieder zu sehr in Nebenaspekten – und trotzdem versteht es dieser Dreiteiler, die verschiedensten intellektuellen und emotionalen Ebenen der abstrakten politischen Umstände, des spannungsgeladenen Agentenspiels und der psychologischen Analyse des alltäglichen Lebens in einer verfallenden sozialistischen Diktatur treffsicher und verständig miteinander zu verweben. Das letzte Format, dem Ähnliches mit vergleichbarem Nachdruck (allerdings größerer erzählerischer Formvollendung) gelang, war «Weissensee». «Preis der Freiheit» verdient ein ähnlich großes Publikum.“

### Einschaltquoten
Der Film erreichte an allen drei Ausstrahlungstagen gute Quoten für das ZDF. Der zweite und dritte Teil waren das meistgesehene TV-Ereignis in der Hauptsendezeit. Der Marktanteil stieg von Folge zu Folge an und erreichte beim dritten Teil knapp 18 %.
| Datum        | Zuschauer (gesamt) | Marktanteil | Zuschauer (14- bis 49-Jährige) | Marktanteil (14- bis 49-Jährige) |
| ------------ | ------------------ | ----------- | ------------------------------ | -------------------------------- |
| 4. Nov. 2019 | 4,46 Millionen     | 14,7 %      | 0,51 Millionen                 | 5,5 %                            |
| 5. Nov. 2019 | 3,96 Millionen     | 12,7 %      | –                              | 4,7 %                            |
| 6. Nov. 2019 | 3,66 Millionen     | 13,1 %      | 0,41 Millionen                 | 4,6 %                            |

### Auszeichnungen
Deutscher Fernsehpreis 2020
- Auszeichnung in der Kategorie Bester Mehrteiler
- Auszeichnung in der Kategorie Beste Schauspielerin für Barbara Auer
- Auszeichnung in der Kategorie Bester Schauspieler für Joachim Król
- Auszeichnung in der Kategorie Bestes Drehbuch für Michael Klette, Charlotte Wetzel und Gabriela Sperl
- Nominierung in der Kategorie Beste Kamera Fiktion für Morten Søborg
- Nominierung in der Kategorie Beste Ausstattung Fiktion für Tilman Lasch